# Maglóca
Maglóca is een plaats (község) en gemeente in het Hongaarse comitaat Győr-Moson-Sopron. Maglóca telt 102 inwoners (2001).